# Horatio Walpole (1723-1809)
Horatio Walpole, 1er comte d'Orford, né le 12 juin 1723 et mort le 24 février 1809, est un homme politique britannique du parti Whig.

## Biographie
Horatio Walpole et le fils aîné de Horatio Walpole (1er baron Walpole) de Wolterton. En 1747, il est élu membre du Parlement pour la circonscription de King's Lynn. Il conserve son siège jusqu'en 1757, date à laquelle il hérite du titre de son père, devenant 2e baron Walpole de Wolterton. En 1797, il hérite de la baronnie Walpole de son cousin, Horace Walpole, 4e et dernier comte d'Orford. En 1806, il est lui-même créé comte d'Orford.
Le 12 mai 1748, il épouse Rachel Cavendish (1727-1805), troisième fille de William Cavendish (3e duc de Devonshire) et de Catherine Hoskins. Ils ont quatre enfants :
- Catherine Walpole (4 juin 1750 – 3 juillet 1835) ;
- Horatio Walpole (2e comte d'Orford) (3 juin 1752 – 15 juin 1822), 2e comte d'Orford, marié à Sophie Churchill (1756-1797), dont postérité ;
- Marie Walpole (22 octobre 1754 – 1er avril 1840), mariée à Thomas Hussey (1749-1825), dont postérité ;
- George Walpole (1758-1835) (20 juin 1758 – 4 mai 1835), militaire.

En 1758, il devient le parrain du célèbre amiral Horatio Nelson. Lorsqu'il meurt en 1809, ses titres sont transmis à son fils aîné, Horatio Walpole.

## Titres
- 2e baron Walpole de Wolterton (1757).
- 4e baron Walpole (1797).
- 1er comte d'Orford (1806).

## Sources
- (en) Cet article est partiellement ou en totalité issu de l’article de Wikipédia en anglais intitulé « Horatio Walpole, 1st Earl of Orford » (voir la liste des auteurs).